# 온개
온개(溫疥, ? ~ 기원전 175년)는 초한전쟁기의 인물이다. 전한 개국공신 서열 91위로 순후(栒侯)에 봉해졌다.

## 생애
본래 연왕 장도의 부하로, 한왕 4년(기원전 203년) 승상 소섭도미와 함께 한왕 유방에게 파견되어, 함께 항우의 대사마 조구를 물리쳤다.
이듬해, 유방이 천하를 통일하고 전한을 건국하여 황제로 즉위하였다(고제). 얼마 후 장도는 반란을 일으켰는데, 이때 연나라 승상이었던 온개는 고제에게 장도의 반란을 보고하고, 소섭도미와 함께 연나라를 쳤다. 반란이 진압된 후, 공적을 인정받아 우부풍 관할인 순읍현(栒邑縣 - 현 산시성 쉰이현 동북) 또는 하동군의 순성(郇城) 땅을 영토로 삼는 순후에 봉해지고 식읍 1,900호를 받았다.
순경후 25년(기원전 175년)에 죽으니 시호를 경(頃)이라 하였고, 아들 온인이 작위를 이었다.

## 출전
- 사마천, 《사기》 권18 고조공신후자연표
- 반고, 《한서》 권16 고혜고후문공신표

| 선대 (첫 봉건) | 전한의 순후 기원전 200년 10월 병진일 ~ 기원전 175년 | 후대 아들 순문후 온인 |